# Ковалівська (пам'ятка природи)
Ковалівська — ботанічна пам'ятка природи місцевого значення. Об'єкт розташований на території Устинівського району Кіровоградської області, поблизу смт Устинівка.
Площа — 0,8 га, статус отриманий у 1998 році.